# Nathan Greno
Nathan Greno, född 22 mars 1975, är en amerikansk filmregissör, sagokonstnär och författare mest känd som medregissören för Walt Disney Animation Studios' film Trassel (2010).

## Filmografi (i urval)

### Filmer
- 1998 – Mulan
- 2003 – Björnbröder
- 2005 – Lilla kycklingen
- 2007 – Familjen Robinson
- 2008 – Bolt
- 2009 – Prinsessan och grodan
- 2010 – Trassel
- 2011 – Nalle Puhs film – Nya äventyr i Sjumilaskogen
- 2012 – Röjar-Ralf
- 2013 – Frost
- 2014 – Big Hero 6
- 2016 – Zootropolis
- 2016 – Vaiana
- 2025 – Pookoo